# زاک شادا
زاک شادا (به انگلیسی: Zack Shada) (زادهٔ ۲۵ نوامبر ۱۹۹۲) یک بازیگر آمریکایی است. او نخستین بار در نقش پسرکی لاغراندام در فیلم فرشتگان چارلی ۲ (۲۰۰۳) ظاهر شد. او اخیراً بیشتر به خاطر بازی در نقش نیک دیویس (Nick Davis) در سری تله‌فیلم‌های جین دو (۲۰۰۵-) شناخته می‌شود..
از فیلم‌های معروف او می‌توان به بازی در فیلم جدایی اشاره کرد.

## زندگینامه
زاکری دیوید شادا در بویزی، آیداهو زاده شد. او دارای دو برادر به نام‌های جاش و جرمی است. زاک در گروه موسیقی که با برادرش جاش تشکیل داده، خواننده و نوازنده پیانو است. او در ورزش رزمی چونکوکدو کمربند مشکی دارد.